# 窄穗莎草
窄穗莎草（学名：Cyperus tenuispica），又名窄翅莎草，是莎草科莎草属的植物。分布在非洲、朝鲜、印度、越南、日本、马来亚、印度尼西亚以及中国大陆的广西、湖南、贵州等地，生长于海拔800米的地区，多生长于空旷的田野里或疏林下，目前尚未由人工引种栽培。